# Nikolai Tomski
Nikolai Tomski (în rusă Николай Васильевич Томский; n. 19 decembrie 1900, Ramușevo, Așezarea rurală Mednikovo⁠(d), RSFS Rusă, URSS – d. 22 noiembrie 1984, Moscova, RSFS Rusă, URSS) a fost un sculptor rus.